# New Jersey Devils
A New Jersey Devils egy newarki profi jégkorongcsapat, mely a National Hockey League Keleti főcsoportjának Világvárosi divíziójának tagja. A csapatot 1974-ben alapították a Missouri állambeli Kansas Cityben, majd később Denverbe, Coloradóba és végül két évvel később New Jersey-be költözött 1982-ben. Lou Lamoriello menedzselése alatt a Devils az utóbbi 20 szezonból 18-szor játszott a rájátszásban. Ez az együttes három alkalommal nyerte el a Stanley-kupát; 1995-ben, 2000-ben és 2003-ban.
A Devils hazai meccseit a newarki Prudential Centerben bonyolítják le (ezt a csarnokot a 2007–2008-as szezonban nyitották meg). Korábban East Rutherfordban a Continental Airlines Arena nevű jégcsarnokban játszottak (ezt a pályát jelenleg Izod Centernek hívják).
New Jersey csapata legjobban a szomszéd New York Rangers-szel és a Philadelphia Flyers-szel rivalizál. 1995 és 2007 között a Flyers, vagy a Devils nyerte az Atlanti divízió bajnoki címét.

## Csapatkapitányok
- Don Lever, 1982–1984
- Mel Bridgman, 1984–1987
- Kirk Muller, 1987–1991
- Bruce Driver, 1991–1992
- Scott Stevens, 1992–2004
- Scott Niedermayer, 2004
- Nem volt kapitány, 2004–2006 (2004–2005-ös NHL-lockout)
- Patrik Elias, 2006–2007
- Jamie Langenbrunner, 2007–2011
- Zach Parise, 2011–2013
- Bryce Salvador, 2013–2015
- Andy Greene, 2015–2020
- Nico Hischier, 2021–[1]

## Jelenlegi keret
2012 február 11

### Csatárok
- 18  Steve Bernier
- 22  Eric Boulton
- 20  Ryan Carter
- 23  David Clarkson
- 26  Patrik Eliáš (A)
- 14  Adam Henrique
- 25  Cam Janssen
- 16  Jacob Josefson
- 17  Ilja Valerjevics Kovalcsuk (A)
- 11  Brad Mills
- 12  Nick Palmieri
- 9  Zach Parise (C)
- 12  Olekszij Vologyimirovics Ponyikarovszkij
- 15  Petr Sýkora
- 21  Mattias Tedenby
- 19  Travis Zajac
- 8  Dainius Zubrus

### Hátvédek
- 29  Mark Fayne
- 2  Kurtis Foster
- 6  Andy Greene
- 5  Adam Larsson
- 24  Bryce Salvador
- 7  Henrik Tallinder
- 28  Anton Alekszejevics Volcsenkov

### Kapusok
- 30  Cory Schneider
- 1  Keith Kinkaid

## Klubrekordok
Pályafutási rekordok (csak a Devils-zel)
- Legtöbb mérkőzés: 1283, Ken Daneyko
- Legtöbb gól: 353, Patrik Eliáš
- Legtöbb gól (hátvéd): 112, Scott Niedermayer
- Legtöbb emberelőnyben lőtt gól: 98, Patrik Eliáš
- Legtöbb emberhátrányban lőtt gól: 17, John Madden
- Legtöbb gólpassz: 515, Patrik Eliáš
- Legtöbb gólpassz (hátvéd): 364, Scott Niedermayer
- Legtöbb pont: 868, Patrik Eliáš
- Legtöbb pont (hátvéd): 576, Scott Niedermayer
- Legtöbb kiállitásperc: 2516, Ken Daneyko

Szezonrekordok
- Legtöbb gól: 48, Brian Gionta (2005–2006)
- Legtöbb emberelőnyben lőtt gól: 24, Brian Gionta (2005–2006)
- Legtöbb emberhátrányban lőtt gól: 6, John Madden (1999–2000)
- Legtöbb gólpassz: 60, Scott Stevens (1993–1994)
- Legtöbb pont: 96, Patrik Eliáš (2000–2001)
- Legtöbb pont (hátvéd): 78, Scott Stevens (1993–1994)
- Legtöbb pont (újonc): 70, Scott Gomez (1999–2000)
- Legtöbb kiállitásperc: 295, Krzysztof Oliwa (1997–1998)

Kapusrekordok – pályafutás
- Legtöbb mérkőzés: 1167, Martin Brodeur
- Legtöbb shutout: 117, Martin Brodeur (NHL-rekord)
- Legtöbb győzelem: 643, Martin Brodeur (NHL-rekord)

Kapusrekordok – szezon
- Legtöbb shutout: 12, Martin Brodeur (2006–2007)
- Legtöbb győzelem: 48, Martin Brodeur (2006–2007) (NHL-rekord)

## Visszavonultatott mezszámok
- 3 Ken Daneyko
- 4 Scott Stevens
- 26 Patrik Elias
- 27 Scott Niedermayer
- 30 Martin Brodeur